# Uniwersytet im. Aldo Moro w Bari
Uniwersytet im. Aldo Moro w Bari (wł. Università degli Studi di Bari Aldo Moro) – państwowa szkoła wyższa, która została założona w 1925 roku we włoskim mieście Bari. Uczelnia ma charakter interdyscyplinarny, dający możliwość podjęcia studiów na dwudziestu czterech wydziałach.
W roku akademickim 2014/2015 na uczelni studiowało 47 369 studentów. Rektorem uczelni jest prof. Antonio Felice Uricchio.

## Historia
Uniwersytet w Bari stał się oficjalnie państwową uczelnią, w styczniu 1925 roku, gdy zbudowano wydział medycyny i chirurgii.
W maju 2008 roku senat uczelni jednogłośnie postanowił nazwać Uniwersytet w Bari im. Aldo Moro.

## Godło
Emblemat uniwersytetu został stworzony w 1925 roku w wyniku zarządzenia Ministerstwa Edukacji w sprawie standaryzacji emblematów, aby wszystkie krajowe uczelnie miały własne godło.
Oficjalne godło uczelni pokazuje w górnej części herb miasta Bari oraz w dolnej części plażę, latarnie, morze oraz wzgórza.

## Struktura uniwersytetu
W skład uczelni wchodzi 24 wydziałów:
- Dipartimento di biologia
- Dipartimento di bioscienze, biotecnologie e biofarmaceutica
- Dipartimento di chimica
- Dipartimento dell'emergenza e dei trapianti di organi
- Dipartimento di farmacia – scienze del farmaco
- Dipartimento di filosofia, letteratura, storia e scienze sociali
- Dipartimento di fisica
- Dipartimento di giurisprudenza
- Dipartimento d'informatica
- Dipartimento interdisciplinare di medicina
- Dipartimento jonico in sistemi giuridici ed economici del mediterraneo: società, ambiente, culture
- Dipartimento di lettere lingue arti. Italianistica e culture comparate
- Dipartimento di matematica
- Dipartimento di medicina veterinaria
- Dipartimento di scienze agro-ambientali e territoriali
- Dipartimento di scienze biomediche e oncologia umana
- Dipartimento di scienze del suolo, della pianta e degli alimenti
- Dipartimento di scienze dell'antichità e del tardoantico
- Dipartimento di scienze della formazione, psicologia, comunicazione
- Dipartimento di scienze della terra e geoambientali
- Dipartimento di scienze economiche e metodi matematici
- Dipartimento di scienze mediche di base, neuroscienze e organi di senso
- Dipartimento di scienze politiche
- Dipartimento di studi aziendali e giusprivatistici

## Wybitni absolwenci
- Gianni Buquicchio[8]